# 7666 Keyaki
7666 Keyaki è un asteroide della fascia principale. Scoperto nel 1994, presenta un'orbita caratterizzata da un semiasse maggiore pari a 2,7166159 UA e da un'eccentricità di 0,2124520, inclinata di 3,67651° rispetto all'eclittica.